# Elacatis
Elacatis es un género de escarabajos  de la familia Chrysomelidae. En 1860 Pascoe describió el género. Contiene las siguientes especies:
- Elacatis acutedentatus Borchmann, 1921)
- Elacatis antennalis Champion, 1888)
- Elacatis aruensis Borchmann, 1921)
- Elacatis bakeri Chapin, 1923)
- Elacatis bengalensis  Sen Gupta 1977
- Elacatis bhutanensis  Sen Gupta, 1980
- Elacatis bornensis Chapin, 1923)
- Elacatis brasiliensis Borchmann, 1921)
- Elacatis californicus Mannerheim, 1843)
- Elacatis camerunus Borchmann, 1921)
- Elacatis ceylanicus Borchmann, 1921)
- Elacatis coomani Pic, 1925)
- Elacatis corporaali Borchmann, 1921)
- Elacatis delusa Chapin, 1923)
- Elacatis diversus  Pic, 1956
- Elacatis fasciatus Bland, 1864)
- Elacatis formosanus Borchmann, 1917)
- Elacatis foveicollis Borchmann, 1921)
- Elacatis identatus  Pic, 1938
- Elacatis immaculatus Champion, 1913)
- Elacatis indicus Pic, 1944)
- Elacatis intricatus Champion, 1888)
- Elacatis kraatzi  Reitter, 1879
- Elacatis laticollis  Pascoe, 1871
- Elacatis leonensis  Pic, 1935
- Elacatis lineatus Borchmann, 1921)
- Elacatis longicornis  Horn, 1871
- Elacatis lugubris Horn, 1868)
- Elacatis lyncca  Pascoe, 1871
- Elacatis mexicanus Horn, 1868)
- Elacatis multiguttatus Champion, 1888)
- Elacatis multiplicator Borchmann, 1921)
- Elacatis nigricolor  Pic, 1929
- Elacatis notaticollis  Pic, 1956
- Elacatis ochripes Borchmann, 1921)
- Elacatis ocularis Pic, 1922)
- Elacatis ocularis  Lewis, 1891
- Elacatis pantherina Chapin, 1923)
- Elacatis planatus Champion, 1913)
- Elacatis pulcher Borchmann, 1921)
- Elacatis quadridentatus  Pic, 1936
- Elacatis robustus Pic, 1945)
- Elacatis rugicollis Borchmann, 1917)
- Elacatis senecionis Champion, 1888)
- Elacatis similis Borchmann, 1917)
- Elacatis sinuatus Pic, 1952)
- Elacatis sticticopterus Champion, 1888)
- Elacatis tonkineus Pic, 1925)
- Elacatis umbrosus LeConte, 1861
- Elacatis undulata Chapin, 1923)
- Elacatis variegatus Borchmann, 1921)